# Tomelloso
Tomelloso é um município da Espanha na província de Ciudad Real, comunidade autónoma de Castilla-La Mancha, de área 241,8 km² com população de 35534 habitantes (2004) e densidade populacional de 132,93 hab/km².

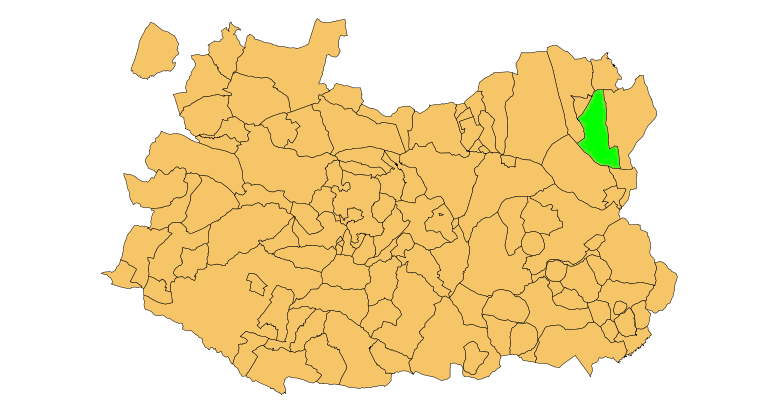
Localização de Tomelloso

## Demografia
| Variação demográfica do município entre 1991 e 2004 | Variação demográfica do município entre 1991 e 2004 | Variação demográfica do município entre 1991 e 2004 | Variação demográfica do município entre 1991 e 2004 |
| --------------------------------------------------- | --------------------------------------------------- | --------------------------------------------------- | --------------------------------------------------- |
| 1991                                                | 1996                                                | 2001                                                | 2004                                                |
| 28000                                               | 29586                                               | 30654                                               | 32002                                               |

## Património
- Posada de los Portales
- Museu Antonio López
- Chaminés das antigas fábricas de alcool
- Museu do Carro e máquinas agrícolas

## Economia
O concelho tem uma importante produção vitivinícola e produção do Queijo Tomel, um dos manchegos mais galardoados nos concursos nacionais e internacionais.

## Personalidades locais
- Antonio López García, pintor
- Francisco García Pavón, escritor

## Cidades-irmãs
- Niort, França
- Lepe, Espanha
- Ibi, Espanha